# Александровка (Калининский район, Тверская область)
Алекса́ндровка — деревня в Калининском районе Тверской области. Относится к Михайловскому сельскому поселению.
Расположена в 12 км к северо-востоку от Твери, на старом Бежецком шоссе. К западу — автодорога «Тверь—Бежецк—Весьегонск—Устюжина», на восток идёт дорога на Беле-Кушальское — Новую Оршу. В районе деревни запроектировано пересечение скоростной автомагистрали Москва — Санкт-Петербург с автодорогой Р84.
Александровка известна в Твери как дачная местность, вокруг неё находятся 25 садоводческих кооператива:
- снт «Рассвет»;
- с/т «№ 5 Заря»;
- с/т «Автомобилист»;
- с/т «Берёзка»;
- с/т «Берёзка (полиграф)»;
- с/т «Виктория»;
- с/т «Вперед»;
- с/т «Восход»;
- с/т «Геофизик»;
- с/т «Звезда»;
- с/т «Искожевец»;
- с/т «Мебельщик»;
- с/т «Мечта»;
- с/т «Монтажник № 4»;
- с/т «Наш сад»;
- с/т «Огонек»;
- с/т «Прогресс»;
- с/т «Радуга»;
- с/т «Радуга-1»;
- с/т «Рассвет»;
- с/т «Связист»;
- с/т «Строитель-2»;
- с/т «Тверская мануфактура»;
- с/т «Трикотажник»;
- с/т «Химик».

Большая часть садовых участков расположена на бывших торфоразработках (Васильевский Мох).